# 攻殻機動隊 STAND ALONE COMPLEX -狩人の領域-
『攻殻機動隊 STAND ALONE COMPLEX -狩人の領域-』（こうかくきどうたい スタンド アローン コンプレックス かりうどのりょういき）は、2005年9月15日にソニー・コンピュータエンタテインメントから発売されたPlayStation Portable用のゲームソフト。アニメ『攻殻機動隊 STAND ALONE COMPLEX』シリーズのゲーム化第二弾。

## ストーリー
2030年5月。国立公文書館が所属不明のテロリストにより占拠された。テロリストの目的は警察庁警備局管理文章分類記号/ホ-88、通称ハチハチ文書であった。公安9課、通称「攻殻機動隊」はテロリストの制圧を完了したが、ハチハチは読み漁った形跡はあったものの持ち去られていなかった。そして仕掛けられていた爆弾が爆発し、これが全ての始まりを告げていた。それから3ヵ月後の8月、ベルタルベに攻殻機動隊は舞い降りる。しかし、そこは寡黙なる狩人の領域だった…。

## 登場人物
- 草薙素子（声 - 田中敦子）
- バトー（声 - 大塚明夫）
- 荒巻大輔（声 - 阪脩）
- トグサ（声 - 山寺宏一）
- イシカワ（声 - 仲野裕）
- サイトー（声 - 大川透）
- オペレーター（声 - 大野エリ）
- タチコマ（声 - 玉川紗己子）
- シカリ
- セタ
- 比留間（声 - 小村哲生）

## スタッフ
- 脚本：菅正太郎、檜垣亮
- キャラクターデザイン：下村一、プロダクション・アイジー
- パッケージデザイン：西尾鉄也
- 音響監督：若林和弘
- プロデューサー：藤井秀男、藤咲淳一
- スーパーバイザー：桐田富和、小林康秀、鵜之澤伸、石川光久
- 制作：ジーアーティスツ、プロダクション・アイジー
- 製作：ソニー・コンピュータエンタテインメント、バンダイ、プロダクション・アイジー

## ゲームシステム
ストーリーに沿ってミッションをクリアしていく。ストーリーは6つのチャプターに分かれ、一つのチャプターにつき4つのミッションが出現（ただしchapter1とchapter6は例外）。合計するとミッション数は全部で20になる。なお、一度出したミッションならば好きなときに何度でもプレイ可能。
ミッションの前には草薙素子、バトー、サイトー、トグサの中からキャラクターが選択でき、装備やタチコマ（装備、色、性格）なども自由選択できる。なお、キャラクターはヘルス値､命中精度に差がある。それらの選択を変えれば、同じミッションでも違った感覚を味わえる。
ミッション中はFPS（一人称視点）で臨場感を味わえるようになっている。PSPでのFPSということを考慮して、照準をアシストする「ロックオンシステム」を搭載している。また、光学迷彩やハッキングなども用いることが出来、ステージによっては、光学迷彩を用い、スニーキングをしなければならないミッションなどもある。